# Ministerium für Information und Rundfunk (Bangladesch)
Das Ministerium für Information und Rundfunk (bengalisch তথ্য ও সম্প্রচার মন্ত্রণালয় - Tathya O Samprachar Mantranalay, Abk. MoIB, en.: Ministry of Information and Broadcasting) ist seit 1971 eine Behörde der Regierung von Bangladesch und ist die Oberste Instanz für die Formulierung und Anwendung von Gesetzen und Bestimmungen in Bezug auf Information, Rundfunk, Presse und Filme in Bangladesch. Sie ist verantwortlich für die Pressearbeit der Regierung mit Mediengalerien, Gemeinfreiheit und nichtklassifizierte nichtwissenschaftliche Daten der Regierung für öffentliche und internationale Verbreitung.

## Aufgaben
Das Ministerium ist verantwortlich für alle Pressearbeit und die Rundfunk-Organisation der Regierung von Bangladesch. Das Bangladesh Film Censor Board ist eine weitere wichtige Behörde unter dem Ministerium. Dieses ist verantwortlich für die Bestimmungen in Bezug auf Filme, die in Bangladesch veröffentlicht werden. Minister für Information und Rundfunk ist derzeit Muhammad Hasan Mahmud (2023).

## Organisation
Das Ministerium ist eingeteilt in 14 Behörden und Abteilungen:
- Information Commission (তথ্য কমিশন বাংলাদেশ, Information)
  - Department of Press Information
  - Press Institute of Bangladesh
  - Bangladesh Sangbad Sanstha
  - Bangladesh Press Council
- Directorate of Mass Communication (গণযোগাযোগ অধিদপ্তর, Rundfunk)
  - National Institute of Mass Communication
  - Bangladesh Television
  - Bangladesh Betar
- Department of Films & Publications (বাংলাদেশ চলচ্চিত্র ও প্রকাশনা অধিদপ্তর, Film)
  - Bangladesh Film and Television Institute
  - Bangladesh Film Development Corporation
  - Bangladesh Film Censor Board
  - Bangladesh Film Archive